# 김미영 (법조인)
김미영(金美瑩, 1975년 12월 28일 ~ )은 대한민국의 변호사다.

## 경력
- 2000년 : 제42회 사법시험 합격
- 2003년 1월 : 제32기 사법연수원 수료
- 2003년 3월 ~ 2016년 9월 : 법무법인 로시스 대표변호사
- 2016년 10월 ~ 현재 : 변호사 김미영 법률사무소 변호사